# Spitzkohl

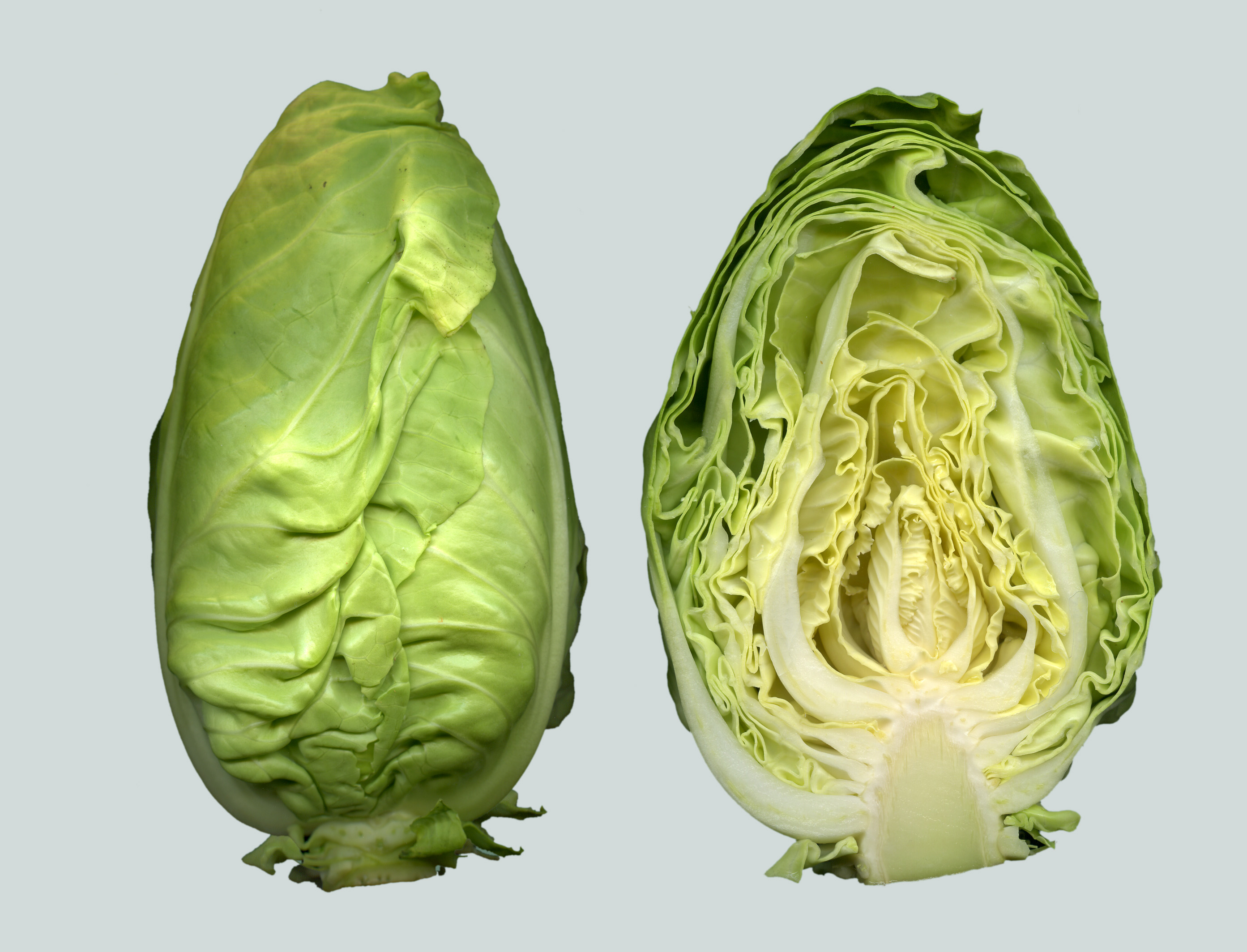
Spitzkohl

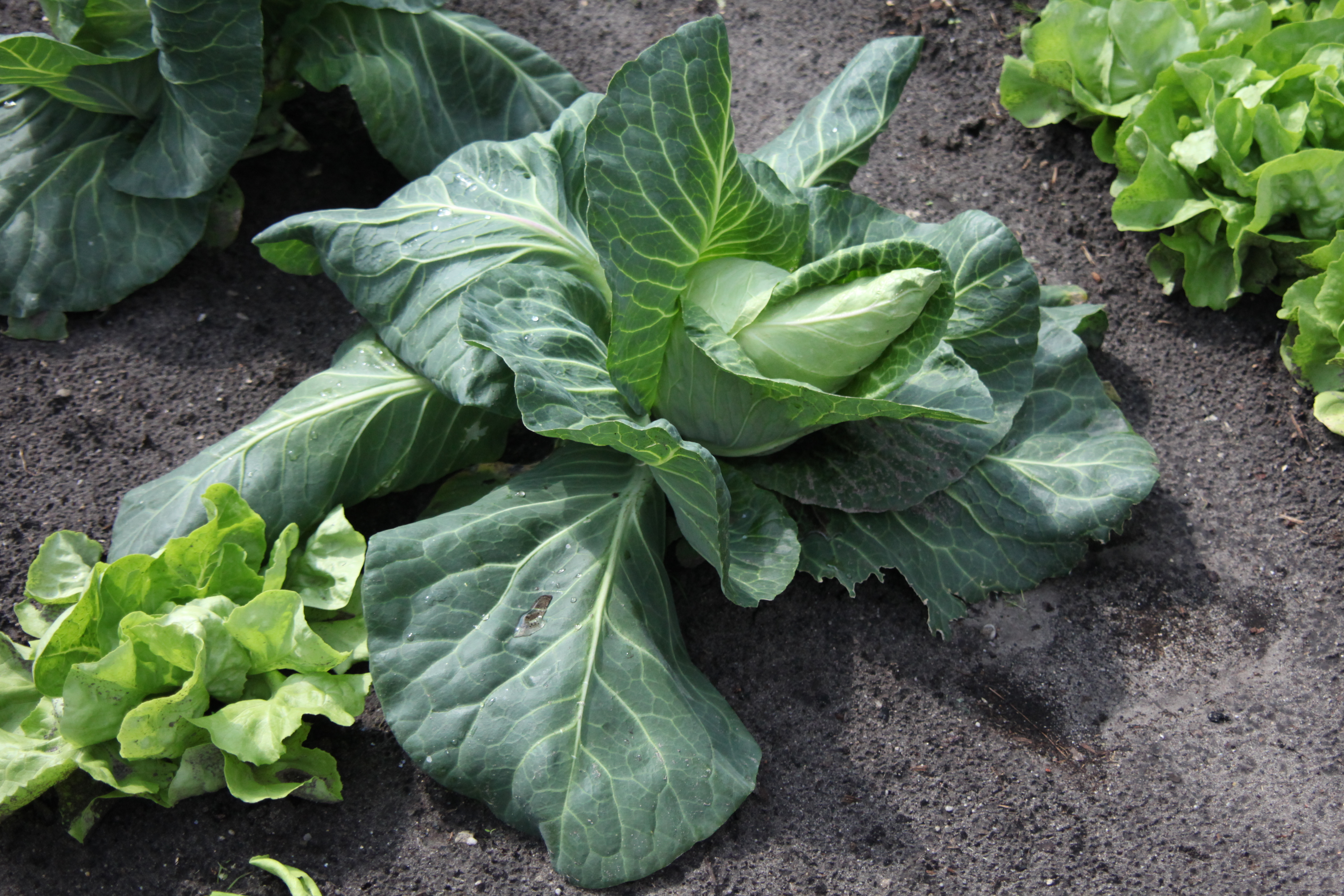
Spitzkohl auf dem Feld

Spitzkohl ist eine mit dem Weißkohl (Brassica oleracea var. capitata f. alba) verwandte Sorte des Gemüsekohls mit zarten, gelblich- bis bläulichgrünen, großen Blättern und kegeligem Wuchs. Sein Geschmack ist dezenter und feiner als der von Weißkohl. Als früheste Kohlsorte ist er bereits im Frühjahr im Handel; später geerntet wird er Sommerkohl genannt.
Der Anbau von Spitzkohl ist rückläufig, da sich der normale Weißkohl wegen seiner runden Köpfe leichter maschinell zu verarbeiten ist und höhere Flächenerträge aufweist.

## Verwendung
Spitzkohl kann wie Wirsing oder Weißkohl verwendet werden. Wegen seiner zarten Blattstruktur sollte er jedoch kürzer garen. Er eignet sich auch für Salate und als Rohkost. Roter Spitzkohl wird in Nordböhmen zu Kysané zelí verarbeitet. Dabei fermentiert der Kohl allein durch die Zugabe von Salz (Michsaure Gärung), es entsteht roter Sauerkohl.
Sauerkraut aus Spitzkohl wird nur von wenigen Herstellern angeboten.

## Bezeichnung
Statt von „Spitzkohl“ ist im südlichen deutschen Sprachraum und in Österreich auch von „Spitzkraut“ die Rede,  in der Schweiz von „Spitzkabis“.

## Filderkraut

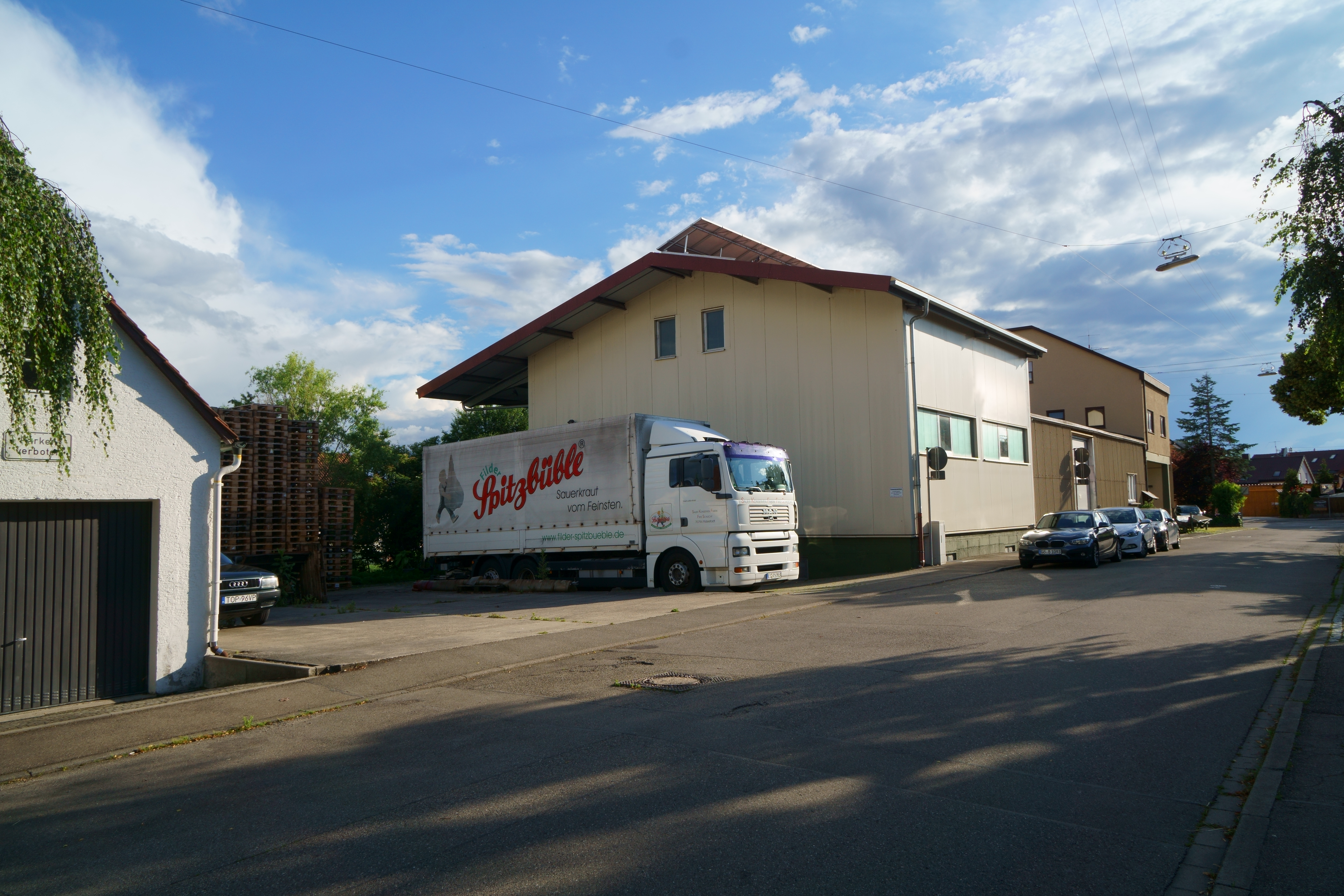
Filderkrautbetrieb in Filderstadt-Bernhausen

Historische Reklame von 1904

Filderkraut (Brassica oleracea var. capitata fo. alba subfo. conica) ist benannt nach den Fildern, einer fruchtbaren Löss-Ebene südlich von Stuttgart. Die Variante des Spitzkohls mit großen, fest gewickelten Köpfen aus feinen Blättern wird vor allem zu Sauerkraut verarbeitet. Seit dem 24. Oktober 2012 ist Filderkraut/Filderspitzkraut bei der EU als geschützte geografische Angabe (g. g. A.) registriert. Viele Erzeugerbetriebe auf den Fildern kultivieren ihre eigenen Sorten und produzieren ihr eigenes Saatgut. Für die Samenentwicklung muss die Spitze des Kohlkopfs abgeschnitten und kreuzweise eingeschnitten werden, damit die Blüte heraustreiben kann.
Filderkraut spielt eine große Rolle im lokalen Kulturleben und in der lokalen Küche. Auch auf dem Cannstatter Volksfest wird Filderkraut serviert. Das Filder-Spitzkraut ist in die Arche des Geschmacks bei Slow Food aufgenommen.